# Amphimas
Amphimas es un género de plantas fanerógamas, perteneciente a la familia Fabaceae. Comprende 4 especies descritas y de estas, solo 3 aceptadas.

## Taxonomía
El género fue descrito por Pierre ex Harms y publicado en Nat. Pflanzenfam. Nachtr. II-IV 3: 157. 1906.

## Especies aceptadas
A continuación se brinda un listado de las especies del género Amphimas aceptadas hasta julio de 2014, ordenadas alfabéticamente. Para cada una se indica el nombre binomial seguido del autor, abreviado según las convenciones y usos.
- Amphimas ferrugineus
- Amphimas pterocarpoides  Harms
- Amphimas tessmannii Harms